# Ptilodon okanoi
Ptilodon okanoi är en fjärilsart som beskrevs av Inoue 1958. Ptilodon okanoi ingår i släktet Ptilodon och familjen tandspinnare. Inga underarter finns listade.